# Tatjana Stiffler
Tatjana Stiffler (* 10. November 1988) ist eine ehemalige Schweizer Skilangläuferin.

## Werdegang
Stiffler gab ihr Debüt im Skilanglauf-Weltcup im November 2011 in Kuusamo, wo sie im Sprint Platz 49 erreichte. Ihren ersten Weltcuppunkt erzielte sie mit Platz 30 beim Sprint in Otepää im Januar 2012, nachdem sie in der Woche zuvor im Sprint von Zwiesel ihr erstes Rennen im Alpencup gewonnen hatte. Weitere Punkteplatzierungen in Weltcup-Sprints gelangen ihr mit Platz 24 in Szklarska Poręba im Februar 2012, in Québec im Dezember 2012 und im Januar 2014 nochmals mit Platz 24 in Szklarska Poręba. Im Alpencup gelang ihr im Februar 2012 in Campra mit Rang drei eine weitere Podestplatzierung im Sprint. Bei der Winter-Universiade 2015 in Štrbské Pleso belegte sie jeweils den 15. Platz im Sprint sowie im Mixed-Teamsprint und den 13. Rang über 5 km klassisch. In der Saison 2015/16 erreichte sie in Planica mit dem 22. Platz im Sprint ihre beste Platzierung im Weltcupeinzel und gewann in Campra letztmals im Alpencup.

## Siege bei Continental-Cup-Rennen
| Nr. | Datum           | Ort     | Disziplin               | Serie    |
| --- | --------------- | ------- | ----------------------- | -------- |
| 1.  | 14. Januar 2012 | Zwiesel | 1,2 km Sprint Freistil  | Alpencup |
| 2.  | 5. Februar 2016 | Campra  | 1,2 km Sprint klassisch | Alpencup |